# 格里夸人
格里夸人是南非的一个混血的多元族群亚群，曾使用科埃马纳语，他们在荷属好望角殖民地早期历史中有着独特的起源。像布尔人一样，格里夸人从开普地区向内陆迁移，并在19世纪在现今的南非和纳米比亚建立几个国家。格里夸人认为自己是南非的第一个混血民族，其直系祖先包括开普地区的荷兰移民和当地土著民族。